# Jerusalem-Ausschuss
Der Jerusalem-Ausschuss (arabisch لجنة القدس laǧnat al-quds; engl. al Quds Committee) bzw. das al-Quds-Komitee (nach dem arabischen Namen für Jerusalem, al-Quds "die Heilige") der arabisch-islamischen Staaten wurde auf Empfehlung der in Dschedda, Saudi-Arabien, gehaltenen Sechsten Islamischen Konferenz der Außenminister der Mitgliedstaaten der Organisation für Islamische Zusammenarbeit (OIC/OCI)  im Juni 1975 gegründet. Die 10. Islamische Konferenz der Außenminister in Fès beschloss, den Jerusalem-Ausschuss unter den Vorsitz von König Hassan II. von Marokko zu stellen, nach dessen Tod sein Sohn, König Mohammed VI., den Vorsitz des Ausschusses übernahm. Sein Sitz ist Rabat, Königreich Marokko.
Das al-Quds-Komitee soll die Lage der heiligen Stätten beobachten und die Aktivitäten zur Befreiung von Jerusalem koordinieren.
Nach zwölfjähriger Unterbrechung fand im Jahr 2014 wieder das erste Komitee-Treffen auf Außenminister-Ebene statt. Das Treffen fand in Marrakesch, Marokko, statt.

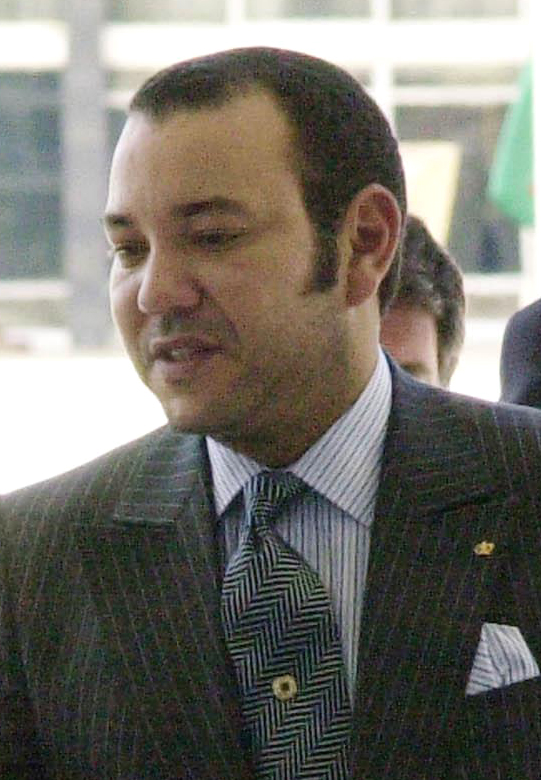
Der Vorsitzende des Jerusalem-Ausschusses Mohammed VI., König von Marokko

## Mitglieder
Die Islamische Konferenz der Informationsminister (engl. Islamic Conference of Information Ministers, Abk. ICIM) wählt Ausschussmitglieder für erneuerbare drei Jahre. Mitglieder des Ausschusses sind:
1. Königreich Marokko
2. Königreich Saudi-Arabien
3. Haschemitisches Königreich Jordanien
4. Republik Irak
5. Arabische Republik Syrien
6. Staat Palästina
7. Republik Libanon
8. Islamische Republik Mauretanien
9. Arabische Republik Ägypten
10. Volksrepublik Bangladesch
11. Islamische Republik Pakistan
12. Islamische Republik Iran
13. Republik Indonesien
14. Republik Senegal
15. Republik Niger
16. Republik Guinea

## Bayt Mal Al-Quds Asharif Agency
Eine unter der Bezeichnung Bayt Mal Al-Quds Asharif Agency bekannte Agentur wurde 1998 vom marokkanischen König Hassan II. als Zweigniederlassung des Al-Quds-Ausschusses gegründet. Ihr Generaldirektor ist Abdelkébir Alaoui M'Daghri.